# Vadim Sharlaimov
Vadim Sharlaimov (en kazajo: Вадим Шарлаимов; Öskemen, 9 de diciembre de 1996) es un deportista kazajo que compite en esgrima, especialista en la modalidad de espada.
Ganó una medalla de bronce en el Campeonato Mundial de Esgrima de 2025, en la prueba por equipos. Participó en los Juegos Olímpicos de París 2024, ocupando el sexto lugar en la misma prueba.

## Palmarés internacional
| Campeonato Mundial | Campeonato Mundial | Campeonato Mundial | Campeonato Mundial |
| Año                | Lugar              | Medalla            | Prueba             |
| ------------------ | ------------------ | ------------------ | ------------------ |
| 2025               | Tiflis (Georgia)   | Medalla de bronce  | Espada por equipos |